# Dionys Martens

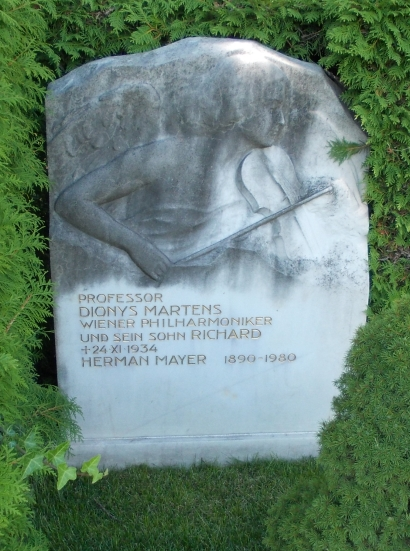
Grabstätte von Dionys Martens

Dionys Martens (eig. David Mayer) (* 15. Jänner 1869 in Sereth; † 24. November 1934 in Wien, Freitod) war ein österreichischer Violinist und Bratschist sowie k.k. Hofmusiker.

## Leben
Er legte die Matura in Czernowitz ab und studierte am Konservatorium der Gesellschaft der Musikfreunde bei J. M. Grün Violine. 1894 trat er aus dem Judentum aus, ließ sich 1896 evangelisch A. B. taufen und nahm 1910 den Namen Mayer an. Er war zunächst Substitut, von 1898 bis 1939 Mitglied des Wiener Hofopernorchesters und der Wiener Philharmoniker (bis 1906 als Bratschist, dann als 1. Violinist); 1914–1918 Kriegsteilnehmer, 1918–1936 Lehrer am Neuen Wiener Konservatorium, von 1921 bis 1934 auch Mitglied der Hofmusikkapelle. 
Am 24. November 1934 nahm er sich in Ausweglosigkeit und Verzweiflung durch Kopfschuss das Leben, da er erkennen musste, dass weder Taufe noch der geänderte Name ihn vor antisemitischer Häme schützen konnte.
Der Cellist Karl Maurer war sein Schwiegersohn, dieser war ab 1921 Mitglied des Staatsopernorchesters, ab 1926 der Wiener Philharmoniker (1945 und 1946 Geschäftsführer), ab 1951 auch der Hofmusikkapelle und wurde 1966 pensioniert.
Die Urne Martens’ ist im Krematorium Simmering in Wien (Abteilung 8, Ring 3, Gruppe 1, Nummer 11) begraben.